# Ekran (mebel)
Ekran – rodzaj lekkiego mebla służącego jako osłona przed światłem, ciepłem lub przeciągami. Mebel przyjmuje najczęściej formę ramy wykonanej z drewna lub metalu z wypełnieniem z tkaniny, drewna, papieru, wikliny, szkła lub lustra.

## Rodzaje
Najczęściej spotykanym typem ekranu jest ekran kominkowy stawiany przed paleniskiem kominka i zasłaniający użytkownika przed gorącem i światłem. Ekran biblioteczny to mebel, w którym mogą występować półki, składany pulpit do czytania i pisania oraz ruchoma zasłona. Znano również ekrany niewielkich rozmiarów, stawiane na innych meblach jako osłona przed światłem świec i lamp, ich szczególną odmianą był ruchomy ekranik przymocowany do ołowianej kuli. Ekrany stały się również częściami innych mebli, łączono je z szyfonierą, stolikiem do robótek, krzesłami. Od XVIII w. znany jest poole screen czyli rodzaj małego ekranu na wysokim słupku; okrągłą lub prostokątną tarczę można opuszczać lub podwyższać w zależności od potrzeby.

## Historia
W Europie ekrany znane były od średniowiecza. W XVII w. we Francji ekran kominkowy miał formę bogato rzeźbionej ramy wypełnionej tkaniną. Na wypełnieniu często umieszczano aluzyjne przedstawienia aktualnych wydarzeń towarzyskich i politycznych.  Projektowano również całe serie ekranów o tematyce historycznej, fantastycznej lub obyczajowej. Inne egzemplarze pokrywano tapiseriami i jedwabiami, a popularnymi tematami dekoracyjnymi były egzotyczne ptaki i zwierzęta, pejzaże i kwiaty.  
Ramy ekranów rokokowych były często owalne, lakierowane na biało lub złocone, bogato rzeźbione w motywy kwiatowe i roślinne. W połowie XVII w. ekrany kominkowe stały się niezwykle popularnym i modnym meblem. Około 1680 r. uruchomiono produkcję ekranów z wypełnieniem papierowym, aby zaspokoić wciąż rosnące zapotrzebowanie.  W drugiej połowie XVII w. zaczęły powstawać ekrany o ramie idealnie dopasowanej do wnęki kominka, rzeźbiono je odpowiednio do charakteru kominka. Na wypełnieniu malowane były chętnie martwe natury i pejzaże, temat malarski nawiązywał do wystroju pokoju, w którym znajdował się mebel.
Po rewolucji francuskiej ekrany straciły na dekoracyjności, zaczęto je również zastępować  koszami wiklinowymi, w które wsuwano nogi wysuwając je w stronę kominka, a także rodzajem wielkich butów wykonanych z tektury. W XIX w. nastąpił nawrót do bogatych zdobień z XVII w. , motywami umieszczanymi na płaszczyźnie ekranu były sielankowe sceny wiejskie i liryczne pejzaże.
W Polsce na początku XIX w. ekrany kominkowe należały do standardowego wyposażenia mieszkań, ozdabianie ich powierzchni za pomocą haftu należało do częstych zajęć kobiecych. 

## Galeria

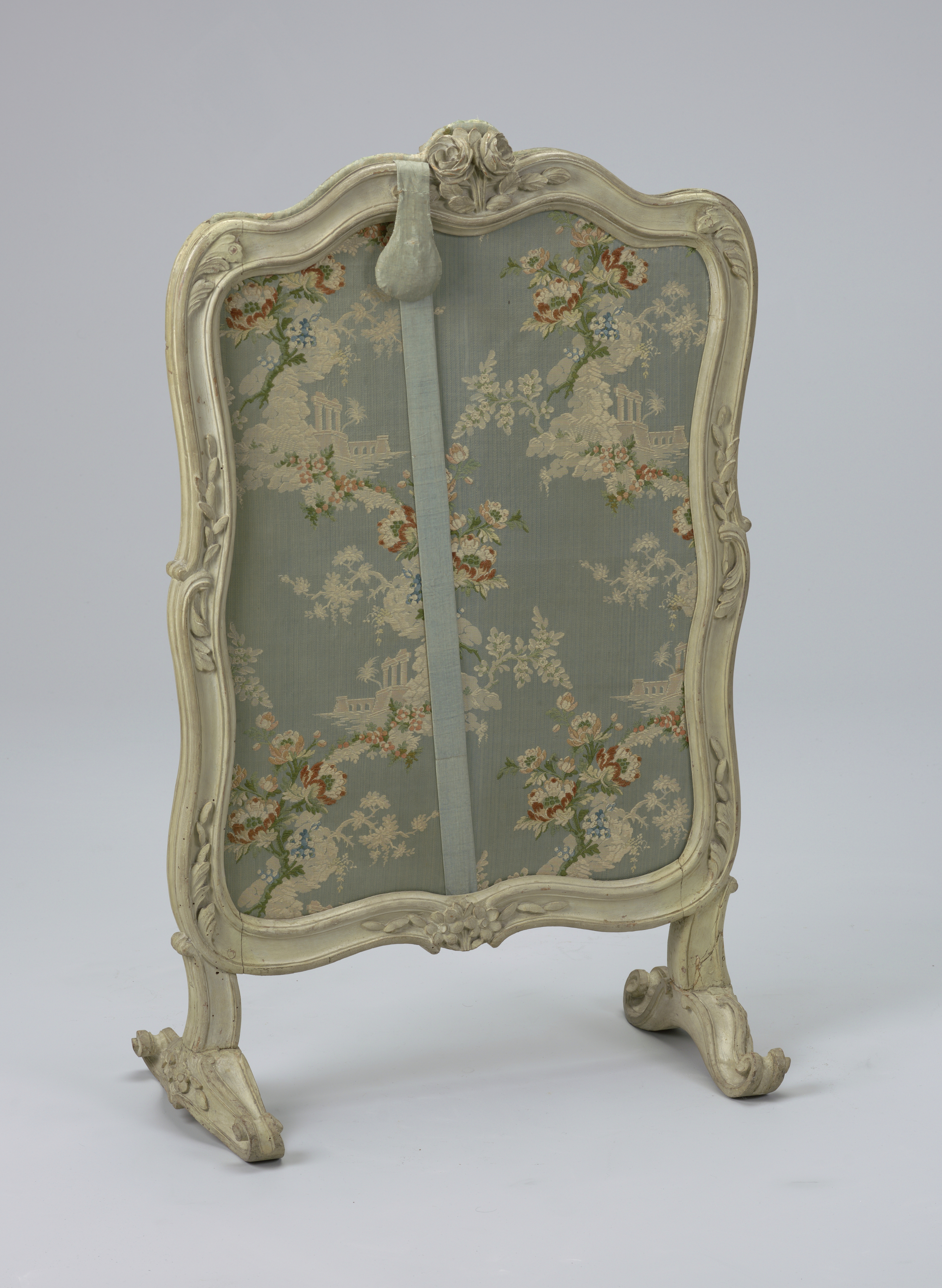
Ekran kominkowy. Francja. 1750-60
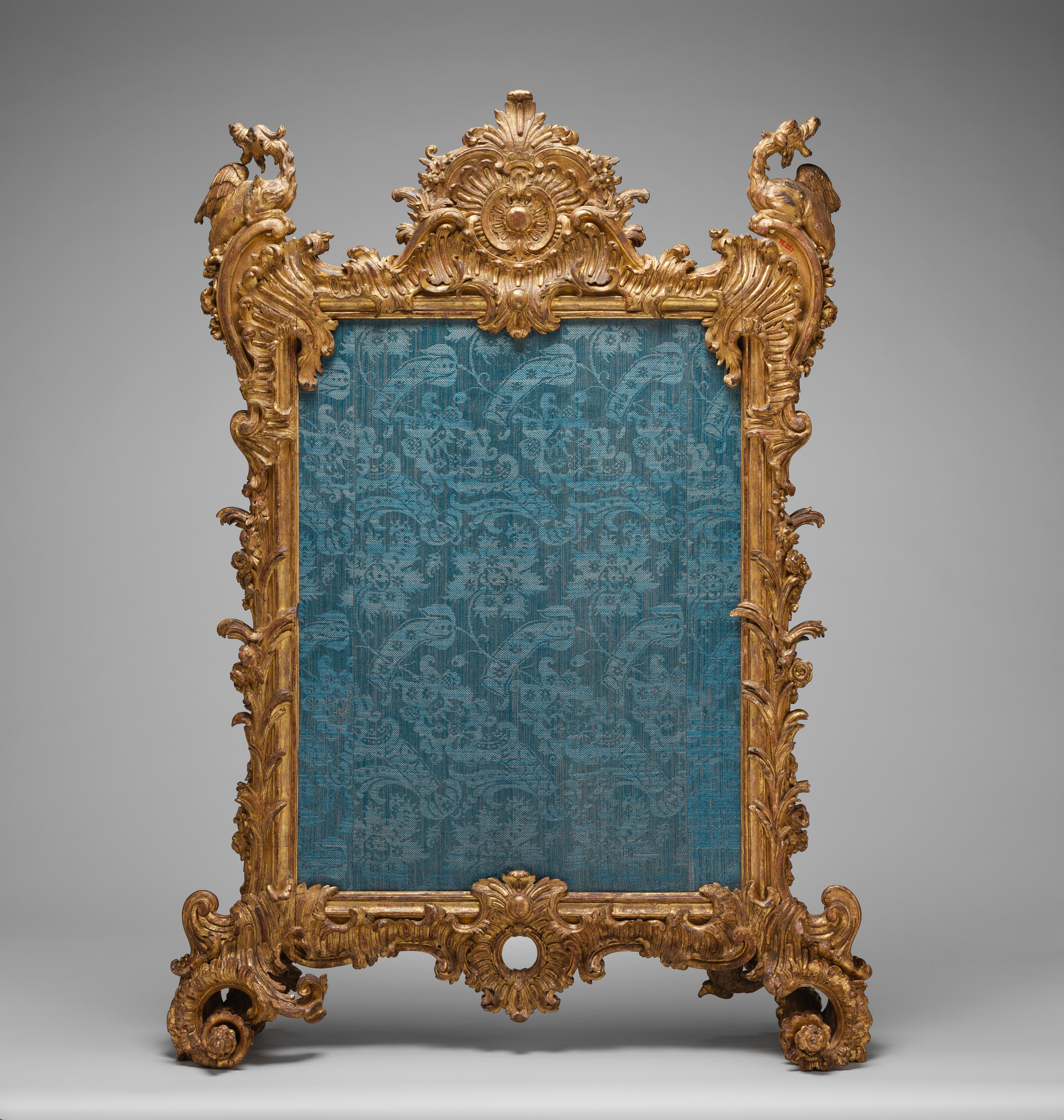
Ekran kominkowy. 1736-40
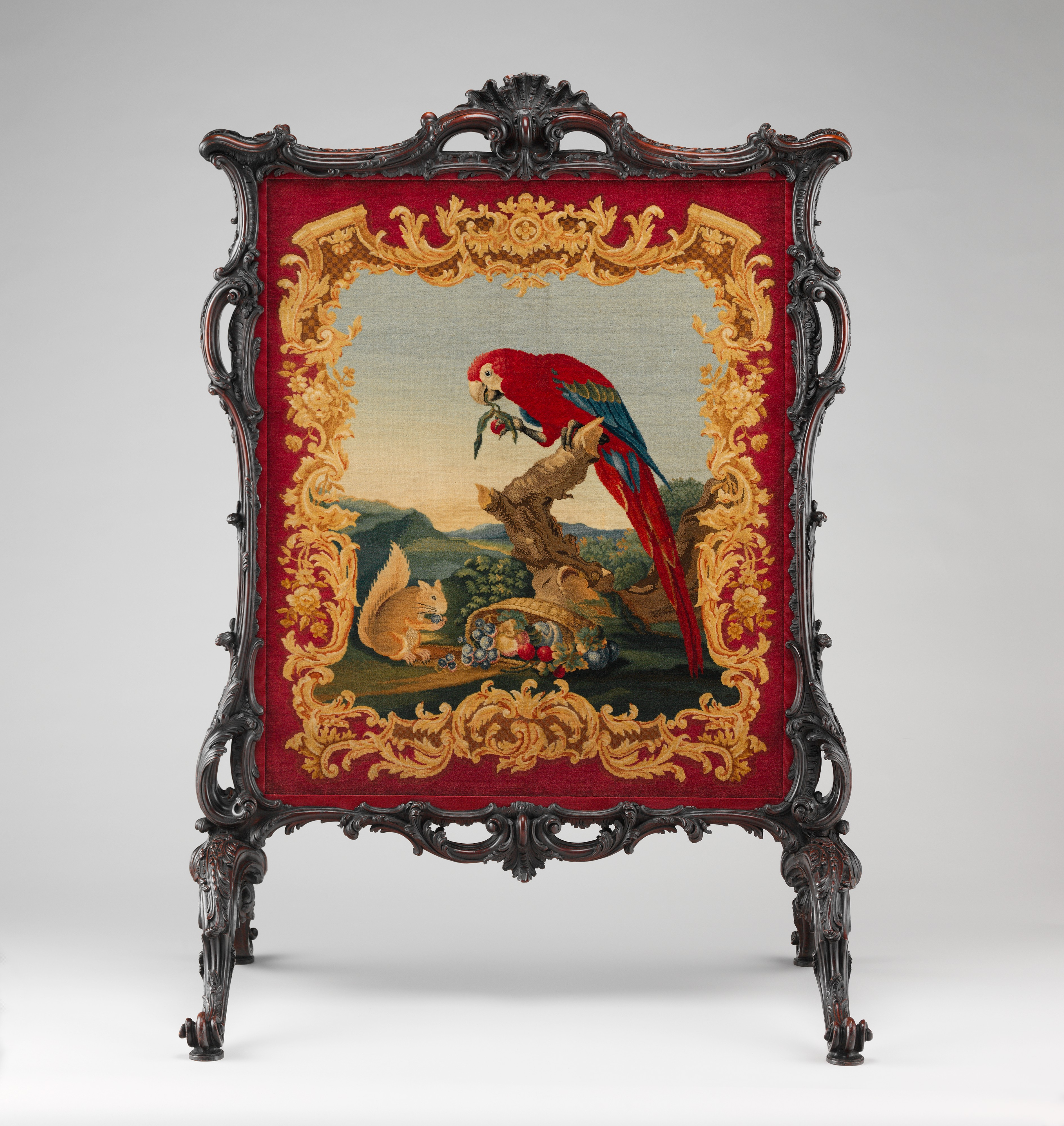
Ekran kominkowy. 1755-60
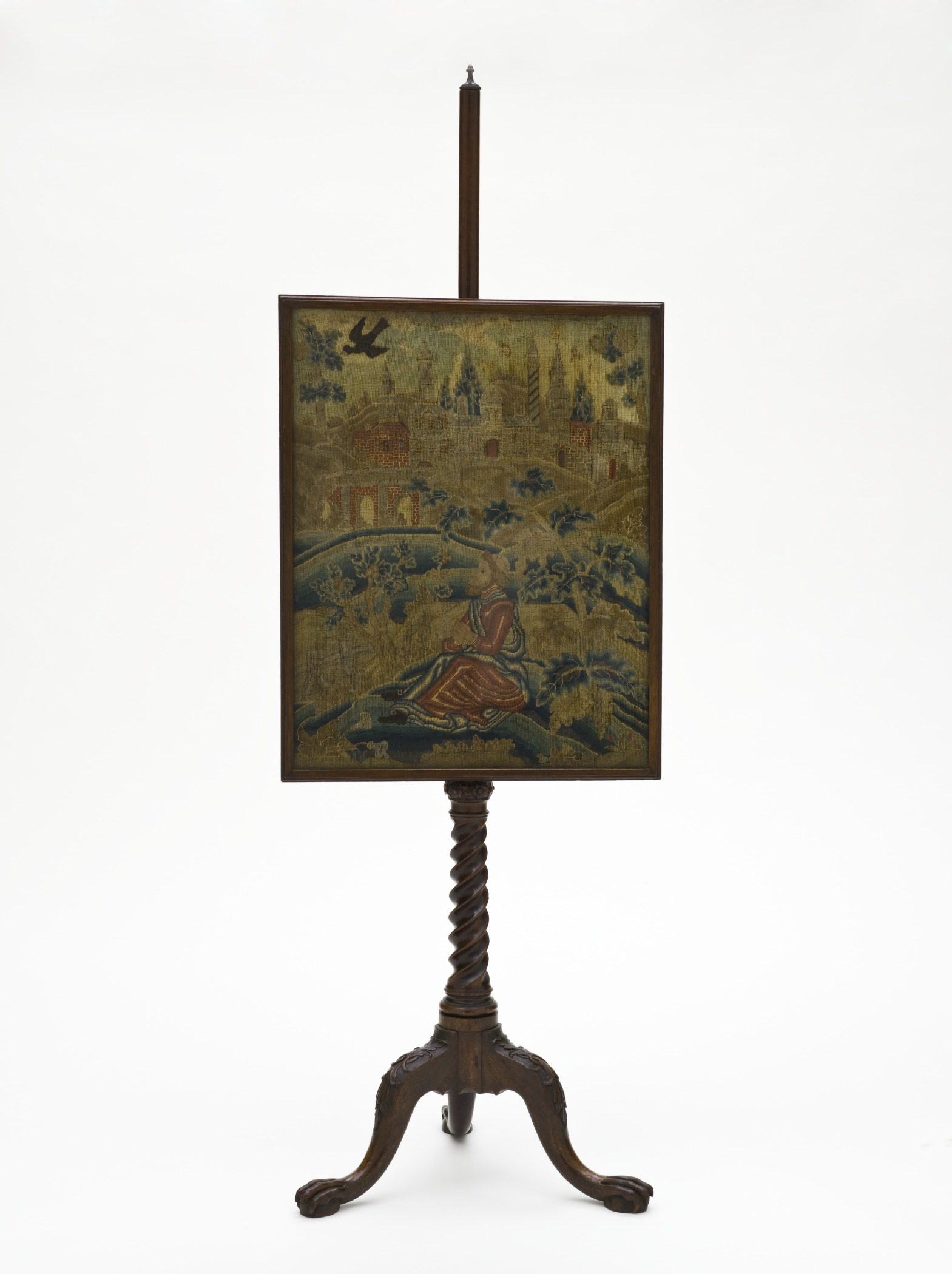
Poole screen. 1760-90